# 竹田 (弥富市)
竹田（たけた）は、愛知県弥富市の地名。

## 地理
旧十四山村北東部に位置する。東は海屋・蟹江町・下押萩、西は西蜆、南は東蜆・亀ヶ地、北は上押萩に接する。

### 交通
- 西尾張中央道[1]
- 愛知県道70号名古屋十四山線[1]
- 愛知県道462号大藤永和停車場線[1]

### 施設
- 八劍社[1]
- 真宗大谷派現瑞寺[1]
- 曹洞宗観音寺[1]

## 歴史

### 沿革
- 2006年（平成18年）4月1日 - 海部郡十四山村竹田が弥富市竹田となる[WEB 6]。

### 人口の変遷
国勢調査による人口および世帯数の推移。
| 1995年（平成7年）  | 171世帯 583人 |  |
| 2000年（平成12年） | 168世帯 583人 |  |
| 2005年（平成17年） | 170世帯 547人 |  |
| 2010年（平成22年） | 176世帯 547人 |  |
| 2015年（平成27年） | 183世帯 516人 |  |
| 2020年（令和2年）  | 179世帯 494人 |  |

### WEB
1. 1 2  総務省統計局 (2022年2月10日). “令和2年国勢調査の調査結果(e-Stat) - 男女別人口，外国人人口及び世帯数－町丁・字等” (CSV). 2023年8月2日閲覧。
2. ↑  “愛知県弥富市の町丁・字一覧”.   人口統計ラボ. 2022年12月12日閲覧。
3. ↑  “読み仮名データの促音・拗音を小書きで表記するもの(zip形式) 愛知県” (zip).   日本郵便 (2024年2月29日). 2024年3月26日閲覧。
4. ↑  “市外局番の一覧” (PDF).   総務省 (2022年3月1日). 2022年3月22日閲覧。
5. ↑  “ナンバープレートについて”.   一般社団法人愛知県自動車会議所. 2024年1月21日閲覧。
6. ↑  “愛知県弥富市の郵便番号一覧”.   日本郵便. 2022年12月12日閲覧。
7. ↑  総務省統計局 (2014年3月28日). “平成7年国勢調査の調査結果(e-Stat) - 男女別人口及び世帯数 －町丁・字等” (CSV). 2021年7月20日閲覧。
8. ↑  総務省統計局 (2014年5月30日). “平成12年国勢調査の調査結果(e-Stat) - 男女別人口及び世帯数 －町丁・字等” (CSV). 2021年7月20日閲覧。
9. ↑  総務省統計局 (2014年6月27日). “平成17年国勢調査の調査結果(e-Stat) - 男女別人口及び世帯数 －町丁・字等” (CSV). 2021年7月21日閲覧。
10. ↑  総務省統計局 (2012年1月20日). “平成22年国勢調査の調査結果(e-Stat) - 男女別人口及び世帯数 －町丁・字等” (CSV). 2021年7月21日閲覧。
11. ↑  総務省統計局 (2017年1月27日). “平成27年国勢調査の調査結果(e-Stat) - 男女別人口及び世帯数 －町丁・字等” (CSV). 2021年7月21日閲覧。

### 書籍
1. 1 2 3 4 5 6 7 8  「角川日本地名大辞典」編纂委員会 1989, p. 1881.